# Verwaltungsgemeinschaft Kemberg (bis 2005)
In der Verwaltungsgemeinschaft Kemberg hatten sich die Gemeinden Ateritz, Dorna, Eutzsch, Rackith und Wartenburg sowie die Stadt Kemberg, die Verwaltungssitz war, im sachsen-anhaltischen Landkreis Wittenberg zusammengeschlossen. Am 1. Januar 2005 wurde sie mit der Verwaltungsgemeinschaft Bergwitzsee zur neuen, (gleichnamigen) Verwaltungsgemeinschaft Kemberg zusammengeschlossen.